# Combles-en-Barrois
Combles-en-Barrois è un comune francese di 894 abitanti situato nel dipartimento della Mosa nella regione del Grand Est.

## Società

### Evoluzione demografica
Abitanti censiti